# Capella del Mas Sanromà
La Capella del Mas Sanromà és una obra historicista de Tarragona protegida com a Bé Cultural d'Interès Local.

## Descripció
Capella neogòtica, amb façana molt decorada amb pedra i coberta amb teules de ceràmica esmaltada que li donen un agradable to festiu.
No se sap qui és l'autor, però no hi ha dubte que tractava d'un bon professional.